# Prionurus biafraensis
Prionurus biafraensis är en fiskart som först beskrevs av Jacques Blache och Rossignol, 1961.  Prionurus biafraensis ingår i släktet Prionurus och familjen Acanthuridae. IUCN kategoriserar arten globalt som livskraftig. Inga underarter finns listade i Catalogue of Life.